# 무령왕비 금귀걸이
무령왕비 금귀걸이 (武寧王妃 金製耳飾)는 충청남도 공주시 무령왕릉에서 출토된 백제 때 귀고리 2쌍으로 길이는 각각 11.8cm, 8.8cm이다. 1974년 7월 9일 대한민국의 국보 제157호로 지정되었다.

## 개요
공주시 무령왕릉에서 출토된 백제 때 귀고리 2쌍으로 길이는 11.8cm, 8.8cm이다. 왕비의 귀고리로, 굵은 고리를 중심으로 작은 장식들을 연결하여 만들었다.
한 쌍은 복잡한 형식으로 길고 짧은 2줄의 장식이 달려 있고, 다른 한 쌍은 1줄로만 되어있다. 앞의 귀고리 중 긴 가닥은 금 철사를 꼬아서 만든 사슬에 둥근 장식을 많이 연결하였으며, 맨 밑에는 작은 고리를 연결하여 8개의 둥근 장식을 달고 그 아래 탄환 모양의 장식을 달았다.
짧은 줄의 수식은 다른 한 쌍의 것과 거의 같은 수법이나 탄환 장식은 달지 않고, 잎사귀 모양의 장식과 담록색의 둥근 옥을 달았다.
국립중앙박물관과 국립공주박물관에 각 1쌍씩 보관되어 있다.

## 같이 보기
- 무령왕릉
- 대부인

## 참고 자료
- 무령왕비 금귀걸이 - 국가유산청 국가유산포털